# Кнаб, Рубен
Рубен Кнаб (нидерл. Ruben Knab, род. 19 февраля 1988, Эде, Гелдерланд) — голландский гребец, призёр Олимпийских игр 2024 года, призёр чемпионата Европы по академической гребле 2013 и 2017 года.

## Биография
Рубен Кнаб родился 19 февраля 1988 года в городе Эде, Гелдерланд. Профессиональную карьеру гребца начал с 2008 года. Тренируется на базе клуба «Nereus», Амстердам.
Первым соревнованием международного уровня, в котором Кнаб принял участие, был чемпионат мира по академической гребле до 23 лет, проходивший в 2008 году в Бранденбурге. В финальном заплыве группы B восьмёрка голландских гребцов с результатом 06:05.020 финишировала третьей и прекратила борьбу за медали соревнования.
Первую медаль чемпионата Европы по академической гребле Кнаб выиграл в 2013 году. Во время соревнований, проходивших в испанском городе Севилья, он выступал в составе восьмёрки. В финальном заплыве с результатом 06:00.930 голландские гребцы заняли третье место, уступив первенство соперникам из Польши (06:00.310 — 2-е место) и Германии (05:59.000 — 1-е место).
Ещё одна бронзовая медаль в активе Кнаба была добыта в 2017 году во время чемпионата Европы по академической гребле, проходившем в Рачице. В финальном заплыве с результатом 05:31.050 голландские гребцы финишировали третьими, уступив первенство соперникам из Польши (05:30.910 — 2-е место) и Германии (05:28.030 — 1-е место).